# Ki aikido
Ki aikido (jap.: 氣 合気道) ili Shin-Shin Toitsu aikido (jap.: 心身統一合氣道), škola japanske borilačke vještine aikido.

## Odlika škole
Ki aikido njeguje razvoj Ki-ja  (Životne energije), s idejom ujedinjenja uma i tijela. Ovu školu je osnovao Koichi Tohei 1971. godine, kada je počeo s radom prvi Ki no Kenkyukai dođo. Ki aikido teži razvoju, spoznaji i usavršavanju svijeta oko sebe. Cilj ki aikida je, da se putem vježbanja preko različitih testova, vježbi disanja, meditacije i tehnika provjerava i razvija koordinacija djelovanja uma i tijela.

## Ki no Kenkyukai
Ki Društvo (jap.: 氣の研究会; Ki no Kenkyukai), organizacija koju je osnovao Koichi Tohei nakon razilaženja s došuom Kishomaru Ueshibom. Sukob između Toheia i došua doveo je do prve velike podjele u aikidu. Danas se rad Ki Društva fokusira na 5 disciplina:
- Aikido
- Ki disanje
- Ki meditacija
- Kiatsu (Kenkodo)
- Sokushin no Gyo

## Principi ki aikida
Ki Aikido stil se najviše razlikuje od Aikikaija po specifičnom načinu podučavanja. Naime, polaznici se uče da kroz rad tehnika primjenjuju kako principe za ujedinjenja uma i tela tako osnovne principe Ki aikida.
Principi za ujedinjenje uma i tijela:
1. Drži centar u balansu
2. Potpuno se opusti
3. Težina s donje strane
4. Ekstenziraj Ki

Principi Ki aikida:
1. Ekstenziraj Ki
2. Spoznaj protivnikovu istinsku namjeru
3. Poštuj protivnikov Ki
4. Zamisli se na partnerovom mjestu
5. Djeluj sa samopouzdanjem

## Vanjske poveznice
- Ki Society Headquaters